# Síria nos Jogos Olímpicos de Verão de 1972
A Síria competiu nos Jogos Olímpicos de Verão de 1972, em Munique, Alemanha Ocidental.
Participaram pelo país cinco concorrentes, quatro homens e uma mulher, em quatro eventos, em três esportes, sem obter nenhuma medalha.